# Esportes de demonstração

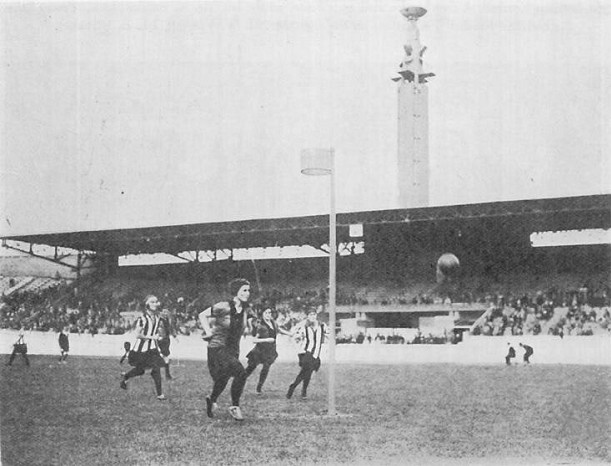

Um esporte de demonstração, também conhecido por desporto de exibição, é um esporte jogado para a promoção dele mesmo, mais comumente durante os Jogos Olímpicos, mas também em outros eventos desportivos. Por serem considerados esportes de pouca expressão, eles participam como teste.  As únicas diferenças entre um esporte de demonstração e um esporte do programa estão nas medalhas: as medalhas dos esportes de demonstração são idênticas em aparência às dos demais esportes do programa, mas menores, com apenas 3/4 do tamanho da original, e nenhuma delas conta para o quadro oficial de medalhas.
Por exemplo, nas olimpíadas de 1912, na Suécia, o país incluiu jogos da arte-marcial tradicional Glíma para divulgar o esporte, mesmo sem contagem de medalhas.

## História
A iniciativa de incluir esportes de demonstração na programação oficial partiu dos organizadores das Olimpíadas de Estocolmo-1912. Antes disso, os organizadores locais dos Jogos tinham mais liberdade para determinar quais esportes seriam ou não incluídos no programa, com o COI apenas podendo recomendar a inclusão ou exclusão de algum, não sendo o comitê organizador obrigado a acatar suas decisões.
Em 1912, os organizadores locais sugeriram a exclusão do boxe da programação oficial. Como o boxe era considerado na época um dos esportes mais nobres, e um dos preferidos dos membros do COI, o COI então determinou que a escolha de quais esportes estariam ou não no programa seria de sua atribuição exclusiva logo após seu término.
Os organizadores da olimpíada da Suécia decidiriam incluir a glima, uma modalidade de luta praticamente desconhecida fora da Escandinávia. Evidentemente, o COI foi contra. O comitê local, então, sugeriu um torneio paralelo, nos mesmos moldes dos esportes não oficiais incluídos nas olimpíadas anteriores. O COI foi obrigado a aceitar.
Por isso, apesar de os esportes de demonstração "oficialmente" somente terem sido incluídos na programação olímpica a partir de 1912, atualmente, o COI também considerada as modalidades disputadas nos Jogos anteriores como "modalidades não oficiais" ou esportes de demonstração.
Por permitir que os organizadores incluíssem um esporte regional, que provavelmente não teria chances de entrar no programa olímpico de outra forma, os esportes de demonstração acabariam se tornando um sucesso dentre os organizadores.
A última vez que uma edição das Olimpíadas teve esporte de demonstração foi em 1992, em Barcelona. As modalidades escolhidas foram o hóquei em patins e a pelota basca. O fim dos esportes de demonstração se daria por dois motivos: o exagero dos organizadores e a falta de interesse do público. Nas Olimpíadas de 1988, por exemplo, a Coreia do Sul incluiu nada menos que cinco esportes de demonstração no programa, e, já desde sua implementação em 1912, os esportes de demonstração estavam dentre os de menor público e eram solenemente ignorados pela imprensa, com as redes de TV sequer transmitindo suas provas e os jornais sequer noticiando seus medalhistas. Diante disso, em seu congresso de 1989, o COI determinaria o fim dos esportes de demonstração e a proibição da realização de qualquer torneio esportivo simultâneo às Olimpíadas na mesma cidade de sua realização, para que o foco do comitê organizador estivesse exclusivamente sobre os esportes olímpicos. Como as decisões desse tipo não valem para a Olimpíada imediatamente seguinte, apenas para a posterior, os organizadores dos Jogos de 1992 ainda conseguiram incluir mais alguns.
Em Pequim-2008, e no Rio-2016, o Wushu e o e-Games, respectivamente, tiveram um torneio que ocorreu durante a realização dos jogos com a anuência do COI. Porém, as medalhas distribuídas não foram as oficiais dos Jogos. Além disso, os atletas não puderam, participar das Cerimônias, nem haver nenhuma alusão a "esporte de demonstração" em lugar algum. Por isso, suas disputas ficaram conhecidas apenas como "Torneio Afiliado".

## Lista

### Jogos Olímpicos de Verão
| Olimpíadas             | Esportes de Demonstração Não Incluídos na Programação Oficial | Esportes de Demonstração Oficiais | Quando entrou na Programação Oficial dos Jogos Olímpicos (quando aplicável) |
| ---------------------- | --- | --- | --------------------------------------------------------------------------- |
| Paris - 19001          | • Pescaria (masculino) • Balonismo (masculino) • Lawn Bowls • Boules (masculino) • Tiro com canhão (masculino) • Combate a incêndio (masculino) • Pipa (masculino) • jeu de paume (masculino) • Salvamento (masculino) • longue paume (masculino) • Desportos a motor (masculino) • Columbofilia (masculino) • Motonáutica (masculino) • Motociclismo (masculino) | |                                                                             |
| St. Louis - 19041      | • Musculação com halteres (masculino) • basketball (masculino) • Futebol americano (masculino) • Futebol gaélico (masculino) • Hurling (masculino) • Motociclismo (masculino) | | • 1936                                                                      |
| Londres - 19081        | • Ciclopolo (masculino) | |                                                                             |
| Estocolmo - 1912       | | • baseball (masculino) • glima (masculino) | • 19922                                                                     |
| Antuérpia - 1920       | | • korfball (mixed) |                                                                             |
| Paris - 1924           | | • Pelota basca (masculino) • canoagem canadense (masculino) • canoismo e caiaque (masculino) • Canne de combat (masculino) • savate (masculino) • volleyball                                  | • 1936 • 1964                                                               |
| Amsterdã - 1928        | | • kaatsen (masculino) • korfball (mixed) • lacrosse (masculino) |                                                                             |
| Los Angeles - 1932     | | • Futebol americano (masculino) • lacrosse (masculino) |                                                                             |
| Berlim - 1936          | • Kabaddi • Mallakhamb | • beiseball (masculino) • Planadorismo (masculino) • wushu | • 19922                                                                     |
| Londres - 1948         | | • lacrosse (masculino) • Ginástica sueca (masculino e feminino) |                                                                             |
| Helsinque - 1952       | | • Pesäpallo (masculino) • Handball de campo (masculino) | • 19723                                                                     |
| Melbourne - 1956       | | • Futebol australiano (masculino) • baseball (masculino) | • 19922                                                                     |
| Roma - 1960            | | nenhum |                                                                             |
| Tokyo - 1964           | | • baseball (masculino) • budō (masculino) | • 19922                                                                     |
| Cidade do México -1968 | • Tênis (masculino [simples e duplas], feminino [simples e duplas], duplas mistas) | • Pelota basca (masculino) • Tênis (masculino [simples e duplas], feminino [simples e duplas], duplas mistas)                                                                                 | • 19884                                                                     |
| Munique - 1972         | | • badminton (masculino e feminino) • Esqui aquático (masculino and feminino) | • 1992                                                                      |
| Montreal - 1976        | | nenhum |                                                                             |
| Moscou - 1980          | | nenhum |                                                                             |
| Los Angeles - 1984     | | • baseball (masculino) • tennis (masculino and feminino) | • 19922 • 19884                                                             |
| Seul - 1988            | | • badminton (masculino and feminino) • baseball (masculino) • bowling (masculino and feminino) • judo (feminino) • taekwondo (masculino and feminino)                                         | • 1992 2 • 1992 • 2000                                                      |
| Barcelona - 1992       | | • Pelota basca (masculino e feminino) • Pelota valenciana (masculino e feminino) • Hóquei em patins (masculino) • taekwondo (masculino e feminino) • Voleibol de praia (masculino e feminino) | • 2000 • 1996                                                               |
| Atlanta - 1996         | | nenhum |                                                                             |
| Sydney - 2000          | | nenhum |                                                                             |
| Atenas - 2004          | | nenhum |                                                                             |
| Pequim - 2008          | Wushu5 | nenhum |                                                                             |
| Londres - 2012         | | nenhum |                                                                             |
| Rio de Janeiro - 2016  | e-Sports6 | nenhum |                                                                             |

- 1 Apesar de os esportes de demonstração "oficialmente" serem incluídos na programação olímpica a partir de 1912, nos primeiros Jogos Olímpicos algumas competições ocorreram simultaneamente aos jogos, e por isso, atualmente, elas são consideradas "modalidades não oficiais" ou esportes de demonstração.[2]
- 2 Removido da programação olímpica a partir de 2008.
- 3 Fez parte do programa olímpico em 1936.
- 4 Fez parte do programa olímpico de 1896 a 1924.
- 5 O COI permitiu uma competição paralela de Wushu enquanto os Jogos estavam acontecendo, mas ele não foi considerado como um esporte de demonstração na programação oficial destes jogos. Desta forma, eles ficaram conhecidos como "Torneio Afiliado".
- 6 O COI permitiu uma competição paralela de eSports enquanto os Jogos estavam acontecendo, mas ele não foi considerado como um esporte de demonstração na programação oficial destes jogos. Desta forma, eles ficaram conhecidos como "Torneio Afiliado".

### Jogos Olímpicos de Inverno
| Olimpíadas                    | Esportes de Demonstração Oficiais | Quando entrou na Programação Oficial dos Jogos Olímpicos (quando aplicável) |
| ----------------------------- | --- | --------------------------------------------------------------------------- |
| Chamonix - 1924               | • Patrulha militar (masculino) |                                                                             |
| St. Moritz - 1928             | • Patrulha militar (masculino) • Skijöring (masculino) |                                                                             |
| Lake Placid - 1932            | • curling (masculino) • corrida de trenó canino (masculino) • speed skating (feminino) | • 19985 • 1960                                                              |
| Garmisch-Partenkirchen - 1936 | • Patrulha militar (masculino) • curling da Bavária (masculino) |                                                                             |
| St. Moritz - 1948             | • Patrulha militar (masculino) • Pentatlo de inverno (masculino) |                                                                             |
| Oslo - 1952                   | • bandy (masculino) |                                                                             |
| Cortina d'Ampezzo - 1956      | nenhum |                                                                             |
| Squaw Valley - 1960           | nenhum |                                                                             |
| Innsbruck - 1964              | • ice stock sport (masculino) |                                                                             |
| Grenoble - 1968               | • Dança no gelo, à época conhecido como "rhythmic skating" | • 1976                                                                      |
| Sapporo - 1972                | nenhum |                                                                             |
| Innsbruck - 1976              | nenhum |                                                                             |
| Lake Placid - 1980            | nenhum |                                                                             |
| Sarajevo - 1984               | • Esqui alpino paralímpico (masculino) |                                                                             |
| Calgary - 1988                | • curling (masculino and feminino) • Esqui estilo livre (masculino and feminino) • Patinação de velocidade em pista curta (masculino and feminino) • Esqui alpino paralímpico and Esqui nórdico paralímpico (masculino and feminino) | • 1998 • 1992 (Somente moguls) • 1992                                       |
| Albertville - 1992            | • curling (masculino and feminino) • speed skiing (masculino and feminino) • Esqui estilo livre – aerials and ski ballet (masculino and feminino)                                                                                    | • 1998                                                                      |
| Lillehammer - 1994            | nenhum |                                                                             |
| Nagano - 1998                 | nenhum |                                                                             |
| Salt Lake City - 2002         | nenhum |                                                                             |
| Turim - 2006                  | nenhum |                                                                             |
| Vancouver - 2010              | nenhum |                                                                             |
| Sochi - 2014                  | nenhum |                                                                             |
| PyeongChang - 2018            | nenhum |                                                                             |

- 5 Fez parte do programa em 1924 como "esporte de demonstração", mas em 2002 o COI passou a considerá-lo como evento da programação oficial.

### Jogos Olímpicos da Juventude
| Jogos Olímpicos da Juventude | Esportes de Demonstração Não Incluídos na Programação Oficial | Esportes de Demonstração Oficiais                 | Quando entrou na Programação Oficial dos Jogos Olímpicos (quando aplicável) |
| ---------------------------- | ------------------------------------------------------------- | ------------------------------------------------- | --------------------------------------------------------------------------- |
| Singapura - 2010             |                                                               |                                                   |                                                                             |
| Nanjing - 2014               |                                                               | - Escalada - Inline speed skating - Skate - Wushu |                                                                             |
| Buenos Aires - 2018          |                                                               | - Karting - Polo - Squash                         |                                                                             |

### Eventos Paralímpicos no programa dos Jogos Olímpicos
Dois eventos de para-atletas foram disputados nos Jogos Olímpicos como esporte de demonstração. 
O primeiro foi o esqui para deficientes, que foi disputado nos Jogos Olímpicos de Inverno de 1984, realizados no início daquele ano.
O outro foo o evento de Corrida em cadeiras de rodas, que foram disputas dos Jogos Olímpicos de Verão de 1984 aos Jogos Olímpicos de Verão de 2004
As corridas em cadeira de rodas foram o segundo evento de exibição olímpica para atletas com deficiência, seguindo-se ao esqui para deficientes nos Jogos Olímpicos de Inverno de 1984, realizados no início daquele ano.